# 谢尔盖·彼得罗维奇·米哈伊洛夫
谢尔盖·彼得罗维奇·米哈伊洛夫（羅馬化：Sergey Petrovich Mikhaylov；1965年5月22日—）是一位俄罗斯政治家，自2018年10月18日起担任外贝加尔边疆区联邦委员会议员。

## 制裁
米哈伊洛夫于2022年因俄乌战争而受到欧盟和英国政府制裁。